# Althea Gibson

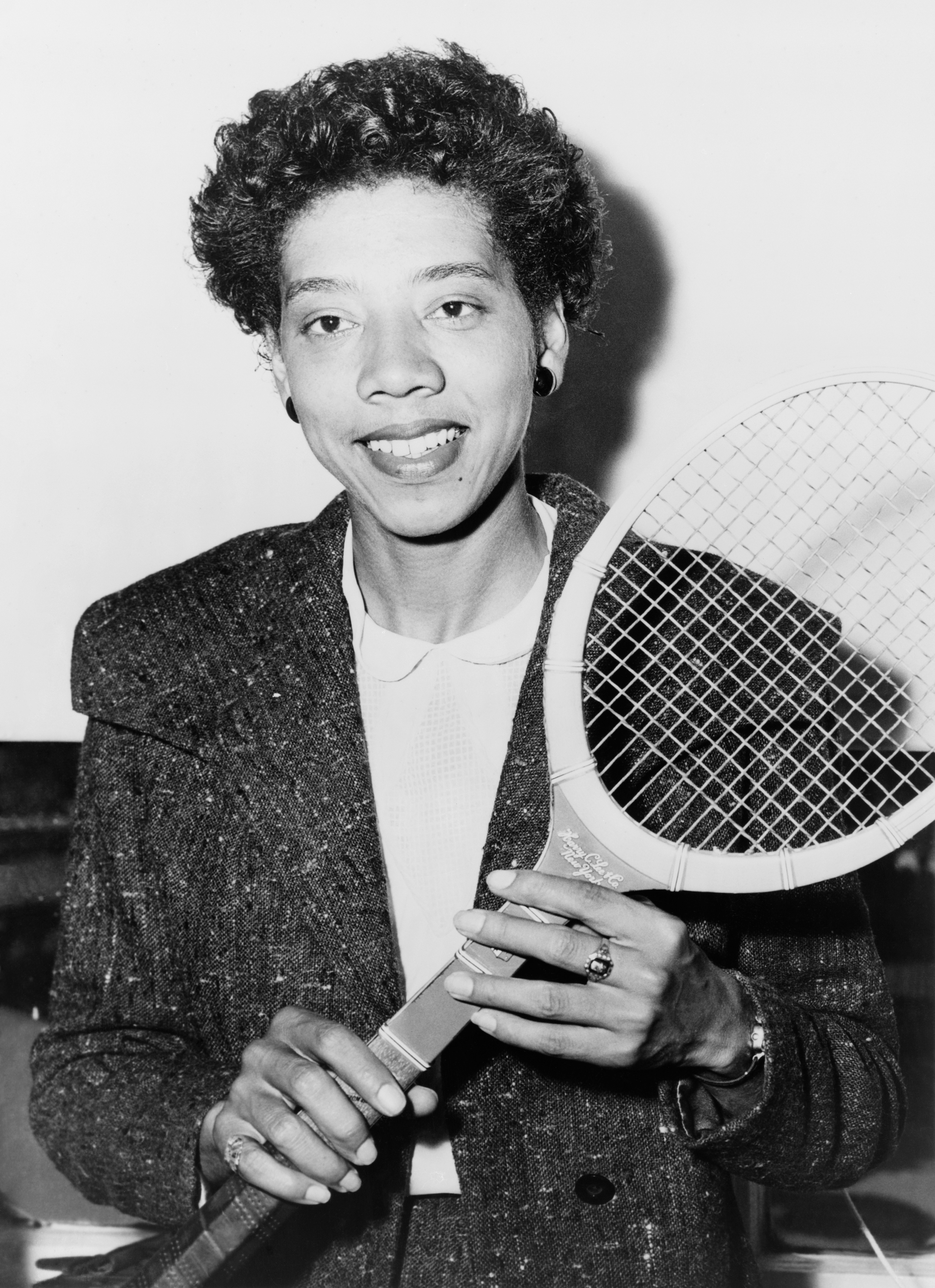
Althea Gibson (1956)

Althea Neale Gibson (* 25. August 1927 in Silver, South Carolina; † 28. September 2003 in East Orange, New Jersey) war eine US-amerikanische Tennisspielerin.

## Werdegang
Gibson wurde in Silver (Clarendon County), im US-Bundesstaat South Carolina, geboren. Ihre Eltern waren Landarbeiter, die wirtschaftlich unter der Großen Depression litten und nach Harlem in New York City, umsiedelten. Sie war die  erste  farbige Tennisspielerin, die an den US Open, damals noch die U.S. National Championships, teilnehmen durfte. Sie gewann als erste schwarze Spielerin bei den French Open, den US Open und in Wimbledon. Der Sieg bei den French Open im Stadion Roland Garros gelang ihr 1956. 1957 und 1958 war sie je zweimal in Wimbledon und bei den US Open in Forest Hills siegreich. Sie gewann auch mehrere Titel im Doppel, sodass sie auf insgesamt elf Grand-Slam-Titel kam. 1958 beendete sie ihre aktive Laufbahn. 1959 schrieb sie ihre Autobiografie, nahm eine Schallplatte als Jazzsängerin auf und trat in dem Western Der letzte Befehl von John Ford als Schauspielerin auf.
Zwei Mal, 1957 und 1958, wurde Gibson mit der Sportler des Jahres-Auszeichnung von Associated Press geehrt.
1964, im Alter von 37 Jahren, wurde Gibson die erste afro-amerikanische Profigolferin der Ladies Professional Golf Association Tour. Sie nahm an der Tour der LPGA teil. Die rassische Diskriminierung in den USA führte dazu, dass sie gelegentlich aus Hotels verwiesen wurde, Golfclubbesitzer sowohl in den Südstaaten als auch im Rest der USA ihr die Teilnahme verweigerten und sie sich gelegentlich in ihrem Auto umziehen musste, weil sie Umkleidekabinen nicht betreten durfte.